# Beinn Fhionnlaidh (Creran)
Der Beinn Fhionnlaidh ist ein 959 m (3.146 ft) hoher Berg in den schottischen Highlands. Sein gälischer Name kann etwa mit Finlays Berg übersetzt werden. Der Berg liegt in der Council Area Argyll and Bute und ist als Munro und Marilyn eingestuft.

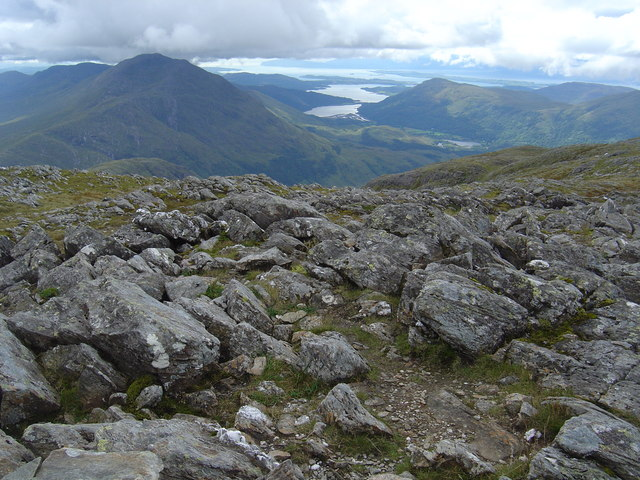
Blick vom Gipfel nach Südwesten, im Hintergrund Loch Creran und Loch Linnhe

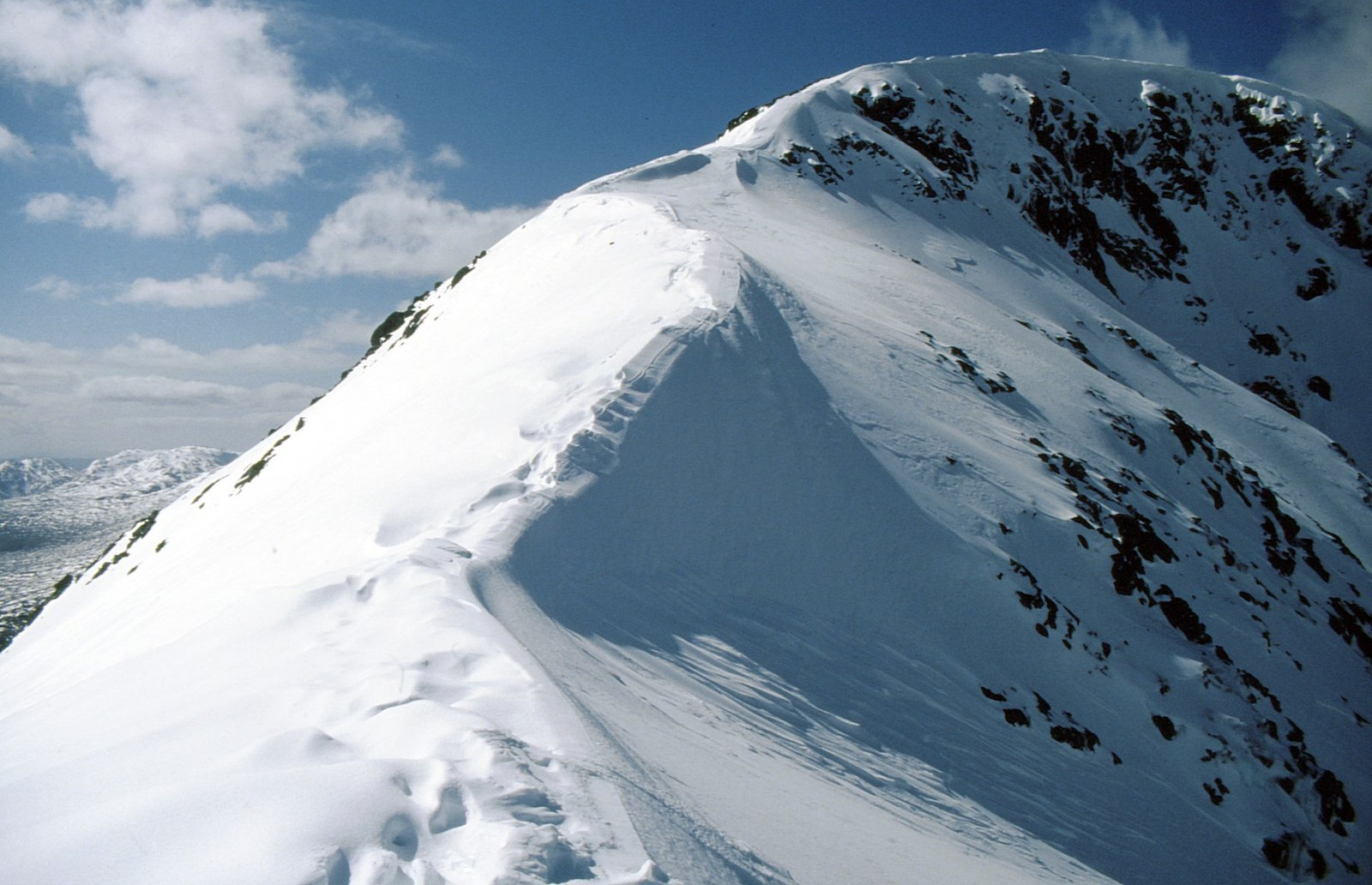
Der Gipfelgrat von Osten im Winter

Wie der nordöstlich benachbarte Sgùrr na h-Ulaidh zählt der Beinn Fhionnlaidh zu den eher selten bestiegenen Munros. Sein langgestrecktes breites Massiv liegt in Ost-West-Richtung zwischen dem Glen Creran und dem Glen Etive, südlich von Glen Coe. Nach Norden und Westen fällt der Berg in das Glen Creran ab, nach Süden in das Glen Ure und das Seitental des Allt Bealach na h-Innsig, nach Osten ins Glen Etive. Der Beinn Fhionnlaidh ist – besonders im Gipfelbereich – auf allen Seiten durch Felsen und Schrofen geprägt. Östlich bildet ein namenloser, 841 Meter hoher Vorgipfel den Abschluss des Massivs, diesem südlich vorgelagert liegt der 595 Meter hohe Vorgipfel des Meall nan Gobhar. Nach Westen läuft der Gipfelgrat allmählich flacher werdend ins Glen Creran aus.
Eine Besteigung des Beinn Fhionnlaidh ist sowohl von Osten wie Westen möglich. Im Westen bildet die kleine Ansiedlung Elleric am Ende der öffentlichen Fahrstraße im Glen Creran den Ausgangspunkt. Von dort führt der Zustieg an der privaten Glenure Lodge vorbei nach Osten und auf den zunächst sehr breiten und flachen Westgrat des Beinn Fhionnlaidh, weiter ansteigend bis zum Gipfel. Der Zugang von Osten ist steiler und erfordert vor allem auf dem Verbindungsgrat zwischen Ost- und Hauptgipfel leichtere Kletterei. Ausgangspunkt ist die kleine Ansiedlung Invercharnan im Glen Etive. Von dort führt der Zustieg steil ansteigend oberhalb des Allt Gaoirean bis zu einem kleinen Bealach zwischen dem Meall nan Gobhar und dem Ostgipfel. Von dort geht es weitgehend weglos auf den Verbindungsgrat und zum Hauptgipfel.